# Defion Internacional
Defion Internacional ist ein privates Militärunternehmen mit Sitz in Lima (Peru), das Sicherheitspersonal, Logistikpersonal, Verwaltungspersonal und Personal für professionelle Dienstleistungen rekrutiert und ausbildet, um weltweite Dienstleistungen zu erbringen. Sie hat Außenstellen in Dubai, auf den Philippinen, in Sri Lanka und im Irak. Ihre wichtigsten Verträge waren die mit Triple Canopy, Inc. und dem US-Außenministerium im Zusammenhang mit dem Krieg im Irak. Sie beschäftigen Personenschützer, Logistik- und Verwaltungsfachleute sowie englische Professoren für ihre amerikanischen Verträge.

## Kontroverse

### Verträge
Defion Internacional rekrutiert, prüft und schult (bei Bedarf) Personal auf globaler Ebene für verschiedene Unternehmen.
Defion Internacional kam auf die Personaldienstleistungsszene, indem sie Sicherheitskräfte für Triple Canopy rekrutierte und ausbildete, die mit dem Krieg im Irak zusammenhängen. Diese Verträge haben bis zu 3.000 Sicherheitsbeamte in der Grünen Zone in Bagdad beschäftigt. Einige Wachen bekamen nur 1000 Dollar pro Monat. Das Sicherheitspersonal wurde auch mit Transport, Unterkunft, Nahrung, medizinischer Versorgung und Lebensversicherungen versorgt. Triple Canopy nimmt die Personaldienstleistungen von Defion nicht mehr in Anspruch.

### Nachforschungen
Der Sekretär für auswärtige Beziehungen in Peru, Botschafter Jorge Lazaro, traf sich mit dem Präsidenten/CEO von Defion, Juan Manuel Duran, und dem Vizepräsidenten M. Villacruces, zwei Vertretern von Defion Internacional, um Nachforschungen anzustellen. Der Botschafter sagt, es gebe Schlupflöcher in den peruanischen Gesetzen, die es ihren Bürgern erlauben, im Ausland als Sicherheitsbeamte in einer Konfliktzone zu arbeiten. Eine Arbeitsgruppe der Vereinten Nationen besuchte auch Peru und interviewte Mr. Duran.
Davor waren die Verträge mit den USA, die Reisen zu den Stätten vorsahen, von den damaligen Medien geprüft und veröffentlicht worden, und die peruanischen Reisenden wurden von Spezialisten des Außenministeriums beraten. Es gab keine Beschwerden von der peruanischen Regierung oder den Arbeitern. Die Medien in Peru interviewten aus dem Irak zurückkehrende Sicherheitskräfte, und die Sicherheitskräfte berichteten, dass sie mit der Arbeit zufrieden seien und die meisten von ihnen bereits im dritten Jahr wieder arbeiten.
Juan Manuel Duran sagt, dass das Sicherheitspersonal in der Grünen Zone arbeitet, und zum Zeitpunkt der Berichte hätten sich die Bombenanschläge und Angriffe außerhalb dieses Gebietes ereignet; dementsprechend sei keiner der angeheuerten Peruaner betroffen gewesen. Der Direktor der Andean Commission of Jurists, Enrique Bernales Ballesteros, sagt, dass die Verträge aufgrund der Gesetze der Vereinigten Staaten illegal sind und dass die Genfer Konvention die Einstellung von Personen verbietet, um sie in ausländische Konflikte zu verwickeln. Diese Behauptung wurde jedoch von Verfassungsrechtlern in einer anschließenden Untersuchung des Kongresses widerlegt. 

## Rekrutierung und Ausbildung
Laut der Website des Unternehmens bieten sie im Nahen Osten Arbeitsplätze mit 6 Monats- und 1 Jahresverträgen an. Die Stellen bestehen aus Personenschützern, Fahrern, Static Guards, Static Supervisors, Logistikhelfern und Englischlehrern. Für die meisten dieser Stellen sind mindestens "Niveau 3 oder 4" Englischkenntnisse erforderlich. Der Verwaltungsleiter des Unternehmens, Alejandro Fernandez, sagt: "Ein Peruaner in Bagdad wird nicht in Panik geraten, wenn er mit einer Explosion oder einem Stromausfall konfrontiert wird, denn das hat er bereits auf den Straßen von Lima erlebt". Obwohl der größte Teil der Ausbildung vor Ort stattfindet, hatte Triple Canopy auf einem lokalen Militärstützpunkt in Peru in Huachipa Sicherheitskräfte ausgebildet, aber nach Kontroversen mit dem Standort übernahm Defion die Ausbildung von Sicherheitskräften in ihrem Firmensitz, wo sie bis zu 150 Schüler in ihren Klassenzimmern unterbringen können. Die peruanische Armee erhielt 127.690 Dollar oder 435.840 Soles von Triple Canopy für die Ausbildung von insgesamt 678 Personen.